# Sicincin
Sicincin is een bestuurslaag in het regentschap Padang Pariaman van de provincie West-Sumatra, Indonesië. Sicincin telt 9220 inwoners (volkstelling 2010).